# Łukasz Wiśniowski
Łukasz Wiśniowski, nascido a 7 de dezembro de 1991 em Ciechanów, é um ciclista polaco, membro da equipa CCC Team.

## Palmarés
2013
- 1 etapa do Tour de Thuringe

2014
- Kattekoers
- 1 etapa do Volta à Normandia
- Circuito das Ardenas

## Resultados nas Grandes Voltas e Campeonatos do Mundo
Durante a sua carreira desportiva tem conseguido os seguintes postos nas Grandes Voltas e nos Campeonatos do Mundo:
| Carreira           | 2013 | 2014 | 2015 | 2016 | 2017 | 2018 | 2019 |
| ------------------ | ---- | ---- | ---- | ---- | ---- | ---- | ---- |
| Giro d'Italia      | -    | -    | -    | 138º | -    | -    | -    |
| Tour de France     | -    | -    | -    | -    | -    | -    | -    |
| Volta a Espanha    | -    | -    | -    | -    | -    | -    | -    |
| Mundial em Estrada | -    | -    | -    | Ab.  | 96º  | -    | -    |

-: não participa

Ab.: abandono

## Equipas
- Etixx (2013-2014)
  - Etixx-iHNed (2013)
  - Etixx (2014)
- Etixx-Quick Step (2015-2016)
- Team Sky (2017[1]-2018)
- CCC Team (2019)